# Albanta (Luis Eduardo Aute)
Albanta es un álbum del cantautor Luis Eduardo Aute.
Con canciones compuestas entre 1974 y 1978, Albanta es el disco más conocido de esta época de Luis Eduardo Aute. En él se aleja, aunque no totalmente, de su vertiente más surrealista y de la temática amorosa, para tocar temas sociales, en el contexto de las nuevas libertades tras el fin de la dictadura franquista. Pese a iniciar con este trabajo la trilogía Canciones de amor y vida, la muerte es también un elemento que aparece en varias canciones.
El tema que da título al disco, Albanta, está basado en una frase dicha por el hijo del cantautor, Pablo Aute, y se centra en un lugar mítico, un espacio imaginario de libertad.
Frente al sonido orquestal de discos anteriores, hay una evolución sonora hacia el rock. Está producido por Teddy Bautista y participan músicos de Los Canarios y Coz, como Armando de Castro, guitarrista que luego formaría la banda Barón Rojo.

## Lista de canciones
- Todos los temas escritos y compuestos por Luis Eduardo Aute

### Lado A
1. "Anda suelto Satanás" - 2:55
2. "Pétalo" (dedicada a Pablo Neruda). - 3:30
3. "Al alba" - 5:00
4. "Digo que soy libre" - 5:02
5. "Tiempo al tiempo" - 5:00

### Lado B
1. "De paso" - 4:40
2. "Ahora sí, ahora no" - 3:21
3. "A por el mar" - 3:23
4. "No sé qué coño me pasa hoy (Descanza en paz)" - 5:24
5. "Albanta" - 4:05

## Créditos
- Grabado en Estudios Kirios (Madrid, España) en febrero de 1978.
- Producción, arreglos, teclados, armónica y dirección musical: Teddy Bautista
- Guitarra eléctrica: Armando de Castro.
- Bajo eléctrico: Christian Melliés.
- Batería: Alain Richard.
- Violonchelo: Enrique Correa.
- Viola: Ángel Ortiz.
- Violín: Eusebio Ibarra y Luis Artigues.
- Sonido: Luis Calleja y J. Antonio Carrión.

- Datos: Q5662500